# Siluety
Siluety – czwarty album studyjny czeskiego zespołu pop-rockowego Mandrage. Wydany 8 listopada 2013 roku przez wytwórnię płytową Universal Music. Wydawnictwo promowane było singlami "Na dlani" oraz "Siluety". Nagrania zrealizowano w praskim studiu Biotech pod nadzorem Ecsona Waldesa.

## Lista utworów
Opracowano na podstawie materiału źródłowego.
1. "Černobílá" - 3:41
2. "Úhel pohledu" - 5:43
3. "Celý svět" - 3:27
4. "Na dlani" - 3:25
5. "Siluety" - 3:59
6. "Bezbarvej oheň" - 3:42
7. "Ach ty rozchody" - 3:11
8. "Tanči dokud můžeš" - 4:21
9. "Velký boty" - 3:11
10. "Porcelán" - 2:24

## Twórcy
- Vít Starý – wokal prowadzący, gitara rytmiczna
- Pepa Bolan – gitara prowadząca, wokal wspierający, produkcja muzyczna
- Michal Faitl – gitara basowa
- Matyáš Vorda – perkusja
- František Bořík – instrumenty klawiszowe
- Ecson Waldes – produkcja muzyczna
- Tomáš Belko – produkcja muzyczna
- Míra Starý – produkcja muzyczna

## Pozycje na listach
| Państwo | Lista            | Najwyższa pozycja |
| ------- | ---------------- | ----------------- |
| Czechy  | Albums – Top 100 | 5                 |